# Catedral de San Miguel (Alba Iulia)
La Catedral de Miguel (en rumano: Catedrala Sfântul Mihail) es la catedral católica de la Arquidiócesis de Alba Iulia, Rumania, y la más antigua y grande del país. Hacia el final del siglo XI las naves transversales y la primera parte del santuario de la catedral actual se construyeron en el estilo románico. Durante la invasión mongola de 1241, la iglesia fue destruida. A mediados del siglo XIII la catedral fue reconstruida sobre la antigua fundación, en el estilo transitorio entre el románico y el gótico.
Aquí se encuentra la tumba de Juan Hunyadi, el héroe húngaro del Sitio de Belgrado.